# Goddelijke inspiratie
Goddelijke inspiratie is het feit dat of de wijze waarop God – volgens de godsdienstige leer – zijn wil bekendmaakt. Een speciaal geval van goddelijke inspiratie is de inspiratie van de Bijbel, de wijze waarop God de Bijbelauteurs geleid zou hebben in hun schrijven.
Een filosofisch probleem bij Goddelijke inspiratie is de verhouding tussen Gods vrijmacht en de menselijke wilsvrijheid.

## Inspiratievormen
Er worden verschillende vormen van inspiratie onderscheiden, die een spectrum lijken te vormen. Aan één kant staat de zogenoemde mechanische inspiratie. In deze gedachte stuurt God mensen als robotjes aan, daarbij hun eigen wil terzijdeschuivend of invullend.  Deze visie heeft verwantschap met sommige strengere versies van de predestinatieleer.  In de Bijbel komt deze vorm tot uiting wanneer God, als een mens de hem geboden kans keer op keer afwijst, diens hart verhardt - een bekend voorbeeld betreft Farao.
- Nadat Farao verschillende malen zelf zijn hart had verhard (Exodus 7:13, 22;8:15, 19, 32; 9:7) geeft God hem geen verdere kansen meer en verhardt zelf diens hart (Exodus 9:12, 10:20, 27).

Een andere visie in deze hoek is de teleologische, waarin de mens vrijheid van handelen heeft maar het resultaat toch altijd is wat God al wilde.  Dit staat dicht bij de islamitische leer van de kismet.
Aan het andere uiterste ligt de visie van de vrijblijvende bekendmaking: God laat weten wat Hij wil, en de mens moet maar zien wat hij ermee doet.  Het profetenwoord doet op die wijze dienst voor de hoorder ervan, zoals wordt uitgelegd in Ezechiël 33:1-9.  Men zou kunnen stellen dat hier van inspiratie in het geheel geen sprake meer is.
Tussenvormen laten zowel Gods vrijmacht als de menselijke wilsvrijheid bestaan door een organisch samengaan van de goddelijke en de menselijke wil.  Overigens is het thema van het boek Jona juist wat er gebeurt als Gods wil (hier: liefde ook voor de onderdrukker van Israël) ingaat tegen de wil van de profeet (hier: Jona, die Ninevé graag verwoest ziet).